# Mound Station (Illinois)
Mound Station es una villa ubicada en el condado de Brown, Illinois, Estados Unidos. Según el censo de 2020, tiene una población de 117 habitantes.

## Geografía
Según la Oficina del Censo de los Estados Unidos, Mound Station tiene una superficie total de 1.34 km², correspondientes en su totalidad a tierra firme.

## Demografía
Según el censo de 2020, hay 122 personas residiendo en Mound Station. La densidad de población es de 87.31 hab./km². El 94.02% de los habitantes son blancos, el 0.85% es asiático y el 5.13% son de una mezcla de razas. Del total de la población, el 1.71% son hispanos o latinos de cualquier raza.